# Чистяківський провулок
Чистякі́вський прову́лок — провулок у Святошинському районі міста Києва, місцевість Ґалаґани. Пролягає від Чистяківської вулиці до вулиці Авіаконструктора Петра Балабуєва.

## Історія
Виник в середині ХХ століття під назвою Нова вулиця. Сучасна назва — з 1957 року, на честь міста Чистякове.